# Metro w Barcelonie
Metro w Barcelonie (hiszp. Metro de Barcelona) – jest systemem szybkiego transportu podziemnego w drugim co do wielkości mieście w Hiszpanii. System składa się z 12 linii o długości 170 km, na których znajdują się 193 stacje.
Budowa metra w Barcelonie rozpoczęła się w latach 20. XX wieku, kiedy to powstały dwie pierwsze linie.
W metrze są dwa rodzaje linii. Linie obsługiwanych przez Ferrocarriles de la Generalidad de Cataluña (FGC; metro, szybka i podmiejskie) oraz linie obsługiwane przez Transports Metropolitans de Barcelona (TMB; metro).

## Linie metra
| Linia | Trasa                                       | Rok otwarcia | Długość (km) | Liczba stacji | Operator |
| ----- | ------------------------------------------- | ------------ | ------------ | ------------- | -------- |
|       | Hospital de Bellvitge – Fondo               | 1926         | 20,72        | 30            | TMB      |
|       | Paral·lel – Badalona Pompeu Fabra           | 1995         | 13,53        | 18            | TMB      |
|       | Zona Universitària – Trinitat Nova          | 1924         | 19,22        | 26            | TMB      |
|       | Trinitat Nova – La Pau                      | 1926         | 18,91        | 22            | TMB      |
|       | Cornellà Centre – Vall d'Hebron             | 1959         | 19,16        | 27            | TMB      |
|       | Plaça Catalunya – Sarrià                    | 1929         | 4,88         | 8             | FGC      |
|       | Plaça Catalunya – Avinguda Tibidabo         | 1953         | 4,63         | 7             | FGC      |
|       | Plaça Espanya – Molí Nou Ciutat Cooperativa | 1912         | 11,26        | 11            | FGC      |
|       | La Sagrera – Can Zam                        | 2009         | 7,86         | 9             | TMB      |
|       | Aeroport T1 – Zona Universitària            | 2016         | 19,6         | 15            | TMB      |
|       | La Sagrera – Gorg                           | 2010         | 5,57         | 6             | TMB      |
|       | Collblanc – ZAL – Riu Vell                  | 2018         | 7,5          | 11            | TMB      |
|       | Trinitat Nova – Can Cuiàs                   | 2003         | 2,1          | 5             | TMB      |
|       | Sarrià – Reina Elisenda                     | 2016         | 0,6          | 2             | FGC      |

## Zajezdnie

### Istniejące
- Cotxeres de Can Boixeres, linia L5
- Cotxeres de Roquetes, linia L4
- Cotxeres de La Sagrera, linia L1
- Cotxeres de Santa Eulàlia, linia L1
- Cotxeres de Sant Genís, linie: L3, L4
- Cotxeres del Triangle Ferrioviari

### Zlikwidowane
- Cotxeres del Carmel

## Warsztaty

### Istniejące
- Tallers de l' Hospital de Bellvitge
- Tallers de Vilapicina

### Zlikwidowane
- Tallers de Lesseps
- Tallers de Sarrià